# Titoli di coda
I titoli di coda (in inglese credits) sono la parte finale di film, programmi televisivi o videogiochi durante la quale vengono riportati i nomi delle persone che hanno partecipato alla realizzazione del prodotto.

## Nel cinema
Inseriti alla fine di un film. I titoli di coda indicano i nomi dei singoli partecipanti alla realizzazione dell'opera, contrariamente a quelli di testa in cui appaiono solo i principali (regista, sceneggiatore, produttore, produttore esecutivo, maggiori interpreti).
Nei titoli di coda vengono inserite anche informazioni come i titoli e i compositori delle tracce della colonna sonora del film, i luoghi usati nelle riprese, le persone che hanno permesso le riprese in una data location e, soprattutto quando si verifica durante la realizzazione la morte di un componente o di un collaboratore della troupe, omaggi a persone.
I titoli di coda sono spesso scritti con un carattere di colore bianco e di dimensione ridotta, scorrono dal basso verso l'alto su uno sfondo nero e in sottofondo è presente una musica che accompagna l'andamento dei titoli, spesso la traccia principale della colonna sonora.
In alcuni casi i titoli scorrono a fianco o al di sopra di immagini come scene scartate durante la lavorazione, errori degli attori o una scena che ha la funzione di epilogo.
Se gli autori dell'opera sono convinti della produzione di un seguito, o sono semplicemente desiderosi di dare qualche informazione post-trama, aggiungono una breve scena durante o dopo i titoli di coda. Alcuni esempi di questa usanza sono:
- Daredevil, a metà dei titoli si viene a sapere che Bullseye non è morto, nonostante sia gravemente ferito e bendato in quasi tutto il corpo, riesce a mirare perfettamente una mosca che gli ronza intorno, uccidendola.
- Pirati dei Caraibi, in ogni film della saga viene inserita una scena che spiega un argomento irrisolto, a fine completa dei titoli di coda.

## In televisione
I titoli di coda dei telefilm sono più corti rispetto a quelli dei film. Nel caso di telefilm stranieri sono spesso adattati con l'aggiunta dei nomi dei doppiatori e dei traduttori.
Nel caso dei programmi di altro genere i titoli di coda sono spesso riportati sotto forma di scritte scorrevoli orizzontalmente da destra verso sinistra, poste nella parte inferiore dello schermo come, per esempio, la sigla finale dei Teletubbies, l'edizione italiana di Yes! Pretty Cure 5 (in questo caso però scorrono nella parte centrale), dei giochi televisivi, (Sarabanda, L'eredità e Chi vuol essere milionario? (dal 2000 al 2005 circa e di nuovo dal 2008 a fine 2009) con caratteri diversi in base a periodo e gioco).
Nelle serie sia straniere che italiane, quando sono privi di una parte video o audio, spesso le reti televisive tagliano i titoli di coda per risparmiare tempo nel palinsesto; normalmente invece le pay TV, offrendo numerosi canali e non avendo quindi limiti temporali troppo stringenti così anche come i canali per bambini, trasmettono i titoli di coda nella loro interezza.